# ニコラス・ヒューム＝ロフタス (初代イーリー伯爵)
初代イーリー伯爵ニコラス・ヒューム＝ロフタス（英語: Nicholas Hume-Loftus, 1st Earl of Ely PC (Ire)、1708年 – 1766年10月31日）は、アイルランド王国の貴族、政治家。

## 生涯
初代ロフタス子爵ニコラス・ロフタスと1人目の妻アン・ポンソンビー（Anne Ponsonby、初代ダンキャノン子爵ウィリアム・ポンソンビーの娘）の息子として生まれた。
1737年から1760年までバンノウ選挙区の、1761年から1763年までフェサード選挙区の代表としてアイルランド庶民院議員を務めた後、1763年12月31日に父の死去に伴いロフタス子爵の爵位を継承した。その後、1764年2月9日にアイルランド枢密院の枢密顧問官に任命され、1764年から1766年までウェックスフォード県首席治安判事を務めた。
1766年10月23日にイーリー伯爵に叙されたが、わずか1週間後の1766年10月31日に死去した。

## 家族
1736年8月18日、メアリー・ヒューム（Mary Hume、1740年10月没、第3代準男爵グスタヴァス・ヒュームの娘）と結婚、下記の子女を儲けた。
- ニコラス（1738年 – 1769年） - 第2代イーリー伯爵